# Charles Le Bailly de Marloop
Charles Le Bailly, vicomte de Marloop, né le 29 août 1722 à Bruges et mort le 1er mars 1807 dans la même ville, est un homme politique.

## Biographie
Charles Adrien Hubert Le Bailly est le fils de Joseph-Adrien Le Bailly (1692-1775), bourgmestre de Bruges, et de Marie-Charlotte de Schietere de Damhoudere (1696-1727), dame de Tillegem et Marloop. Il épouse la sœur d'Emmanuel-Louis van Outryve d'Ydewalle.
Il commence sa carrière politique en tant que cinquième conseiller de Bruges en 1749. En 1752, il devint le troisième échevin de la châtellenie de Courtrai et en août 1754 le deuxième échevin. Il devint échevin et bourgmestre du Franc de Bruges en 1754.
En 1771, le bourgmestre de Bruges, Jan de la Coste, meurt subitement. Bien qu'il y ait sans doute des successeurs possibles au sein de la municipalité de Bruges, Le Bailly est néanmoins nommé bourgmestre de Bruges par le pouvoir autrichien. Son beau-frère Robert Coppieters conserve sa fonction de premier échevin, ce qui est plutôt inhabituel, et son frère Philippe-Joseph Le Bailly reste trésorier général. Un trio étroitement lié qui a la confiance des dirigeants autrichiens. Leur première mission est de réorganiser les finances de la ville de Bruges. Ils réussissent, à la grande satisfaction du gouvernement supérieur, à ce que la ville puisse à nouveau payer des impôts.
En 1777, Le Bailly Marloop, succédant à Jean Jacques Philippe Vilain XIIII, devient voorschepen de la Keure à Gand. Ce bureau signifiait qu'il devient automatiquement président des États de Flandre. En 1793, lors de la dernière présence autrichienne aux Pays-Bas, il donne sa démission. 
En 1784, il devient prévôt de la Confrérie du Saint-Sang.
Il resté fidèle à la domination autrichienne. Dans ses dernières volontés, il recommande son fils et ses neveux à l'empereur d'Autriche, afin qu'il les conçoive avec de bons offices, une fois que les provinces reviendraient sous son autorité. Quand il meurt, son cœur est emmené à Vienne pour être inhumé à proximité immédiate des tombes impériales.
En tant que fidèle serviteur de l'autorité autrichienne, il reçoit le titre de baron en 1774 et de vicomte en 1789.

## Mandats et fonctions
- Bourgmestre du Franc de Bruges :
- Bourgmestre de Bruges : 1771-1778
- Président des États de Flandres : 1777-1793